# 相山
相山坐落于安徽省淮北市相山区内，清代被称作“相灵叠翠”，为《宿州八景》之一。由显通寺、渗水崖、饮马池、香炉峰、水牛墓、万丈碑、奏鸣台、钓鱼台、雪泉、奇峰、叠翠峰、天藏寺与六仙洞（牛鼻洞、牛角洞、秘霞洞、天井洞、白云洞、小仙洞）构成18处自然景点和人文景点。沿相山南麓，建有相山公园，为AAAA级景区。